# Melanolophia simpla
Melanolophia simpla là một loài bướm đêm trong họ Geometridae.